# 贾连朝
贾连朝（1946年3月—），男，河南浚县人，中华人民共和国政治人物，曾任河南省经济委员会党组书记、主任，河南省人大常委会副主任，第九届全国人大代表。

## 生平
1966年9月，加入中国共产党。1965年9月，在哈尔滨工业大学电机系学习。1970年8月至1973年2月，任国营124厂工作，担任工人、政治部干事。1973年2月，任郑州纺织机械厂子弟学校教师、宣传科干事、副科长。1981年2月，在清华大学经济管理学院硏究生班学习。1982年8月至12月，任郑州纺织机械厂经济管理办公室、企业管理办公室主任。1982年12月至1987年1月，任郑州纺织机械厂党委副书记、书记。1987年1月至1988年5月，任河南省委企业思想政治工作部、省计划经济委员会政治部副主任。
1988年5月，任河南省计划经济委员会副主任。1990年5月，兼任河南省烟草公司经理。1992年2月至1994年10月，任河南省计划经济委员会副主任、党组成员、河南省烟草专卖局局长、公司经理、党组书记。1994年10月，任河南省经济贸易委员会主任、党组书记。1998年，任河南省人民政府秘书长、党组成员兼办公厅党组书记。2000年，任河南省人民政府秘书长、党组成员兼办公厅主任。2001年，任河南省人民政府副省长。